# 山田昇
山田昇（やまだ のぼる、1950年2月9日—1989年2月24日），群馬縣沼田市人，日本登山家。
山田昇完成9座八千米高峰登頂，名塚秀二、田邊治、近藤和美並列。

## 生平
山田昇於1950年2月9日出生於群馬縣沼田市，1965年就讀群馬縣沼田高等學校，高二開始加入山岳部。1968年畢業後，加入了沼田市的山岳會。

## 外部資料
- 山田昇 ヒマラヤ資料館 （页面存档备份，存于）